# حمید محمدزاده
حمید محمدزاده (انگلیسی: Hamid Mammadzadeh; ۱۹۲۴–۲۰۰۰) نویسنده و منتقد ادبی است.
وی در زمان حکومت خودمختار آذربایجان معلم بود. او عضو سازمان جوانان دمکرات آذربایجان بود. او با مقالات و داستان‌های خود در رسانه‌ها ظاهر شد. در سال ۱۹۴۶ به دلیل شرکت در جنبش ملی دمکراتیک مدال «۲۱ آذر» ازطرف دولت خودمختار آذربایجان به او اعطا شد.
پس از سقوط حکومت خودمختار آذربایجان به باکو رفت. وی از اعضای اتحادیه نویسندگان آذربایجان، پژوهشگر ارشد گروه زبان‌شناسی ایران در مؤسسه مردم‌های خاورمیانه و خاور نزدیک و رئیس اداره سرمایه‌های علمی موزه ادبیات آذربایجان که نظامی نام داشت، بود.

## زندگی
حمید محمدزاده در سال ۱۹۲۴ در محله اهراب تبریز به دنیا آمداولین تحصیلات خود را در مدارس «نجات» و «پرورش» تبریز گذراند. پس از پایان تحصیل در سال ۱۳۴۱ در دارالمعلم تبریز به تحصیل پرداخت پس از پایان تحصیلات از این مدرسه به مدت دو سال در مدارس صفوی، پوراندخت و صنعان اردبیل به عنوان معلم مشغول به کار شد
او در سال ۱۹۴۳ به حزب توده و در سال ۱۹۴۵ به حزب دمکرات آذربایجان پیوست. پس از تأسیس حکومت ملی آذربایجان به تبریز بازگشت و در آنجا به تدریس پرداخت. او ریاست اداره تبلیغات کمیته مرکزی سازمان تازه تأسیس جوانان دمکرات آذربایجان را بر عهده داشت. در سال ۱۹۴۶ اولین مقالات او در روزنامه‌های «جوانلار» و «آزادملت» و نخستین داستان‌هایش در مجلات «پیونر» و «آذربایجان» منتشر شد. سپس برای ادامه تحصیل وارد رشته تاریخ و ادبیات دانشگاه تبریز شد. در سال ۱۹۴۶ به دلیل شرکت در جنبش ملی-دمکراتیک مدال «۲۱ آذر» از طرف دولت ملی آذربایجان به او اعطا شد.
پس از سقوط حکومت ملی آذربایجان در سال ۱۹۴۶، حمید محمدزاده به باکو نقل مکان کرد در آنجا تحصیلات خود را در مدرسه عالی حزب آذربایجان و همزمان در دانشکده روزنامه‌نگاری دانشگاه دولتی آذربایجان ادامه داد. پس از پایان تحصیلات عالی وارد دوره فوق لیسانس مؤسسه زبان و ادبیات نظامی فرهنگستان علوم آذربایجان شد. در سال‌های 1951-1954 با نگارش اثری به نام «پیشه‌وری یک انقلابی، روزنامه‌نگار، نویسنده (زندگی، محیط و آثار)» درجه کاندیدای علوم زبانشناسی را دریافت کرد. بعدها در سال ۱۹۶۸ در حالی که به عنوان محقق ارشد در مؤسسه کار می‌کرد، از تز دکترای خود در مورد «آخوندوف وشرق» دفاع کرد وی بعدها به عنوان رئیس اداره سرمایه‌های علمی موزه ادبیات آذربایجان به نام نظامی و پژوهشگر ارشد گروه زبانشناسی ایران مؤسسه خلق‌های خاور نزدیک و خاورمیانه مشغول به کار شد. از سال ۱۹۴۷ به عضویت جامعه نویسندگان آذربایجان جنوبی و از سال به عضویت ۱۹۵۸ اتحادیه نویسندگان آذربایجان
حمید محمدزاده در طول فعالیت خود در باکو اسناد و یافته‌های مربوط به آثار ادبی میرزا فتحعلی آخوندوف، علیشیر نوایی، حافظ شیرازی، محمدحسین شهریار، میرزا آقا تبریزی، میرزا شفیع واضح و دیگران را گردآوری و منتشر کرد. از آثار او می‌توان به «میرزا فتحعلی آخوندوف و شرق»، «ادبیات ایران در آستانه و دوران انقلاب مشروطه»، «بهار شیروانی»، «سید جعفر پیشه‌وری»، «خاطرات تبریز»، داستان «فدایی»، «قصه‌های شمال»، «بنای یادبود دزدیدهشده»، «لبخند تبریز»، «در حسرت آزادی»، «ادبیات آذربایجان جنوبی در سالهای ۴۵–۱۹۴۱»، «آثار وطن و میهن‌پرستی در شعر آذربایجان جنوبی در دوران پس از انقلاب»، «مجله ملانصرالدین در تبریز»، «دربارهٔ سهند، شاعر آذربایجان جنوبی»، «صادق بیگ صادقی افشار»، «ترانه‌سرای نهضت آزادی‌بخش ملی»، «عباس پناهی (ماکولو)»، «محمدی مدرس تبریزی»، «فولکلور جنوب»، «آذراوغلو»، «شیخ محمد خیابانی»، «زین العابدین مراغه‌ای»، «حمیدنطقی» اشاره کرد. او رمانی دربارهٔ ستارخان و حیدرخان عمواوغلو نوشته‌استدیوان فارسی نسیمی، آثار منظوم محمدحسین شهریار به زبان ترکی، منظومه خسرو و شیرین نظامی گنجوی، داستان‌های جلیل محمدقلی‌زاده، کتاب «سفرنامه ابراهیم بیگ» زین‌العابدین مراغه‌ای با ترجمه و تألیف او منتشر شد کتاب‌های «قصه‌ها» در سال ۱۹۵۷، «فوتبالیست» در سال ۱۹۶۱، «عشق اول» در سال ۱۹۶۶، «خاطرات تبریز» در سال ۱۹۷۸، «بقایای دزدیده شده» در سال ۱۹۸۴ در باکو منتشر شد.
پس از انقلاب اسلامی ایران در سال ۱۹۷۹، ابتدا به تبریز و سپس به تهران نقل مکان کرد. در آنجا داستان‌ها و مقالات ادبی-انتقادی او مرتباً در مطبوعات ترکی زبان منتشر می‌شد. او مدت‌ها با مجله «وارلیق» که به زبان ترکی آذربایجانی منتشر می‌شد همکاری کرد وی از مؤسسان مجله ادبی، سیاسی اجتماعی «یول» بود. وی درسال ۱۳۷۹ در تهران درگذشت.

## جوایز
در سال ۱۹۴۶ به دلیل شرکت در جنبش ملی-دمکراتیک مدال «۲۱ آذر» از طرف دولت خودمختار آذربایجان به او اعطا شد.